# Mugenda
Mugenda är ett vattendrag i Burundi.   Det ligger i provinsen Rutana, i den centrala delen av landet, 110 kilometer sydost om huvudstaden Bujumbura.
Omgivningarna runt Mugenda är en mosaik av jordbruksmark och naturlig växtlighet. Runt Mugenda är det ganska tätbefolkat, med 239 invånare per kvadratkilometer.